# Линен, Эвальд
Э́вальд Ли́нен (нем. Ewald Lienen; 28 ноября 1953, Шлос-Хольте-Штукенброк) — немецкий футболист и футбольный тренер.

## Биография
Начинал профессиональную карьеру в билефельдской «Арминии» из 2-й бундеслиги.
В 1977 году перешёл в «Боруссию» из Мёнхенгладбаха. Вместе с командой успешно играл как в Бундеслиге, так и в еврокубках.
В 1981 году вернулся в «Арминию», которая вышла перед сезоном 1981/82 в Бундеслигу. Однако спустя 2 сезона снова играл в «Боруссии».
14 августа 1981 года Линен получил страшную травму. Норберт Зигман из бременского «Вердера» перерезал шипами подошвы ему бедро, в результате чего появилась открытая глубокая рана длиной около 25 см. Находясь в шоке, несмотря на жуткое повреждение, Линен побежал к тренеру Вердера Отто Рехагелю и обвинил его в том, что он подстрекал Зигмана играть грубо. Медики наложили на раны 23 шва, а уже через 17 дней Линен снова приступил к тренировкам. Впоследствии фол против Линена был назван «самым известным фолом в истории Бундеслиги».
Летом 1987 года перешёл в «Дуйсбург». Выступая в команде, одновременно начал посещать тренерские курсы, собираясь посвятить себя тренерской карьере.
В 1993 году назначен главным тренером «Дуйсбурга». Однако дебют не удался — после разгромного поражения от «Гамбурга» (0:5) был уволен.
В сезонах 1994/95 и 1995/96 помогал своему бывшему тренеру в «Боруссии» Юппу Хайнкесу в испанской команде «Тенерифе». В 1997 вернулся в Германию, где возглавил клуб «Ганза». В первом сезоне клуб занял 6-е место в Бундеслиге. Однако уже в следующем сезоне команда стала выступать неудачно. После домашнего поражения от «Баварии» (0:4) в марте 1999 Линен был уволен.
В 1999 году принял клуб 2-й бундеслиги «Кёльн», с которым в первый же сезон вернулся в Бундеслигу. В команде провёл также сезоны 2000/01 и 2001/02, однако чемпионате-2002 команда показала низкие результаты, и Линен покинул клуб.
В 2002 году тренировал испанский «Тенерифе», клуб сегунды, однако надолго не задержался — после 6 месяцев работы был уволен в январе 2003. Уже в марте его подписала «Боруссия» из Мёнхенгладбаха. Он помог остаться команде в Бундеслиге в сезоне 2002/03, но из-за провального старта в сезоне 2003/04 (1 победа в 6 играх) был уволен 21 сентября 2003.
В марте 2004 года он возглавил немецкий «Ганновер 96», которому помог остаться в Бундеслиге, а на следующий сезон привёл команду к самому высшему достижению в Бундеслиге — к 10-му месту. Однако старт нового сезона команда провалила и Линен был уволен в ноябре 2005 (после 12 игр).
Сезон 2006/07 начал главным тренером в греческом клубе «Паниониос». Дважды подряд занимал 5-е места в чемпионате Греции. Но если в 1-й сезон он вывел клуб в еврокубки, то на следующий сезон 5-го места оказалось уже недостаточно. В 2007 был признан лучшим тренером чемпионата Греции.
Он покинул команду уже после начала сезона 2008/09, когда вступил в конфликт с администрацией клуба.
13 мая 2009 года назначен главным тренером клуба 2-й бундеслиги «Мюнхен 1860». По окончании сезона 2009/10 контракт с тренером был расторгнут по обоюдному согласию, чтобы Линен смог принять предложение греческого «Олимпиакоса».
Но немецкий специалист продержался на этом посту менее двух месяцев. «Олимпиакос» отправил тренера в отставку после вылета греческого клуба из Лиги Европы по итогам двухматчевого противостояния с «Маккаби» из Тель-Авива.
7 ноября 2010 года назначен главным тренером клуба «Арминия» (Билефельд). В 2012 году назначен тренировать греческий АЕК
.
16 декабря 2014 года Эвальд Линен был назначен главным тренером немецкого клуба «Санкт-Паули». В сезоне 2017-18 Линен перешел на должность технического директора клуба.